# Лијево Жељезно
Лијево Жељезно је насељено место у општини Мартинска Вес, у сисачкој горњој Посавини, Хрватска, до нове територијалне организације у саставу бивше велике општине Сисак.

## Становништво
| Националност       | 1991.       |
| Хрвати             | 20 (95,23%) |
| Срби               | 0           |
| Југословени        | 0           |
| остали и непознато | 1 (4,76%)   |
| Укупно             | 21          |